# Ludolf Arnold Heinrich Reinbold
Ludolf Arnold Heinrich Reinbold (auch: Ludwig Arnold Heinrich Reinbold oder Arnold Ludwig Reinbold; * 1679 in Osnabrück oder 1680 in Hannover; † 27. August 1735 in Burgwedel) war ein deutscher Hofrat, juristischer Amtsvogt, Privatsekretär und Geheimer Kanzleisekretär sowie Gutsbesitzer in Großburgwedel.

## Leben
Der im letzten Viertel des 17. Jahrhunderts im Herzogtums Braunschweig-Lüneburg geborene Ludolf Arnold Heinrich Reinbold war Sohn des Oberkriegszahlmeisters Johann Heinrich Reinbold und der aus Osnabrück stammenden Margarete von Hörsten.
Er studierte 1697 an der Universität Leiden. In dem unterdessen zum Kurfürstentum Hannover erhobenen vormaligen Herzogtum wurde er Privatsekretär der Kurfürstin Sophie.
Am 26. November 1709 heiratete Reinbold in Großburgwedel in erster Ehe die Beate Henriette von Eltze (* 16. Juni 1681 in Großburgwedel; † 28. März 1713 in Hannover), Tochter des Großburgwedeler Oberstleutnants, Amtsvogts und Landhauptmannes Ludolf Henning von Eltz und der Dorothea Leveke Reiche aus Hannover.
Nach dem Tod seiner ersten Ehefrau heiratete Reinbold am 25. April 1714 in der Schlosskirche im Leineschloss in Hannover in zweiter Ehe die Anna Dorothea Hinüber (* 6. Juni 1697 in Hannover; † 24. August 1771 in Wildeshausen), Tochter des Oberpostmeisters Anton Johann Hinüber und der Anna Dorothea Meyer aus Lüneburg. Etwa im selben Jahr wurde Reinbold Privatsekretär des Kurprinzen Georg August von Hannover und wurde durch die Personalunion zwischen Großbritannien und Hannover bald auch als Königlich Großbritannischer und Kurfürstlich Hannoverscher Hofrat tituliert.
1718, nachdem Reinbolds Schwiegervater ohne männliche Nachkommen verstorben war, erbte Reinbold das von Eltzsche Gut in Großburgwedel und übernahm auch die Funktion des Amtshauptmannes zu Burgwedel.
Am 9. Mai 1726 wurde in Großburgwedel Reinbolds Sohn und Erbe des Großburgwedeler Gutes Carl Ludwig Reinbold († 11. November 1787 in Kanton in China) geboren, der spätere Kommandeur in Ostindien.
1729 übernahm Reinbold die Aufgaben des Geheimen Kanzleisekretärs seiner Regierung.

## Archivalien
Archivalien von und über Arnold Ludwig Reinbold finden sich beispielsweise
- als Akten im Niedersächsischen Landesarchiv (Standort Hannover),
  - Abteilung Hann. 112 Kammerkonsulenten- und Amtsadvokatenregistratur und Prozesse der Amtsvogtei Burgwedel unter den Titeln
    - Der Hofrat Arnold Ludwig Reinbold als Besitzer des Eltzischen Hofes in Burgwedel gegen die Amtsvogtei Burgwedel wegen der Zehntfreiheit von Wiesen- und Feldland (1696), Laufzeit 1722 – 1736, Archivsignatur NLA HA Hann. 112 Nr. 697 (alte Signatur VI, 10 Nr. 3)[4]
    - Der Hofrat Arnold Ludwig Reinbold gegen die Amtsvogtei Burgwedel wegen eines Fahrweges und der Trift durch die herrschaftliche Reygerwiese, unter anderem mit einem sehr groben Lageplan sowie drei Schreiben zum Prozess der Witwe des Hans Krüger aus Isernhagen gegen Ebeling Wismer und Konrad Krüger von 1723, Laufzeit 1730 – 1733, Archivsignatur NLA HA Hann. 112 Nr. 699 (alte Signatur VI, 10 Nr. 7)[5]
    - Die Amtsvogtei Burgwedel und der Hofrat Arnold Ludwig Reinbold gegen die Einwohner von Großburgwedel wegen der Schäfreiberechtigung in der Burgwedeler Acht, Laufzeit 1730 – 1740, Archivsignatur  NLA HA Hann. 112 Nr. 700 (alte Signatur VI, 10 Nr. 9)[6]
    - Die Amtsvogtei Burgwedel gegen den Hofrat Arnold Ludwig Reinbold wegen der Sendbrüche mit dem Hinweis „die Sache wurde nicht anhängig“, Laufzeit 1732, Archivsignatur NLA HA Hann. 112 Nr. 701 (alte Signatur VI, 10 Nr. 10)[7]
    - Die Amtsvogtei Burgwedel gegen Hofrat Arnold Ludwig Reinbold wegen Ausübung der Krugnahrung, Laufzeit 1734 – 1735, Archivsignatur NLA HA Hann. 112 Nr. 703 (alte Signatur VI, 10 Nr. 14)[8]

  - Abteilung Hann. 74 Burgwedel Amt Burgwedel
    - Beschwerde des Hofrats Reinbold wegen Beengung seines Moorplatzes im herrschaftlichen Moor, Laufzeit 1733, Archivsignatur NLA HA Hann. 74 Burgwedel Nr. 1935[9]